# Керде, Уллар
Уллар Керде (эст. Üllar Kerde, род. 1 апреля 1954, Таллин, Эстонская ССР, СССР) — эстонский баскетбольный тренер.

## Достижения
- Чемпион Эстонии (4): 1996/1997, 1998/1999, 2001/2002, 2007/2008
- Серебряный призёр чемпионата Эстонии (2): 1997/1998, 2000/2001
- Бронзовый призёр чемпионата Эстонии (2): 2005/2006, 2010/2011
- Бронзовый призёр Суперлиги: 2014/2015
- Обладатель Кубка Эстонии: 1998/1999
- Финалист Кубка России: 2014/2015
- Орден Белой звезды V степени (2024 год)[1].